# スケアガード岩体
スケアガード岩体（スケアガードがんたい、英: Skaergaard intrusion）は、北緯68°10′06″東経 31°43′01″の東グリーンランドの層状の斑れい岩複合岩体である。
1931年にイギリスのジーノ・ワトキンス (Gino Watkins) に率いられた、北極の航空路調査のなかでローレンス・ウェイジャーによって発見された。マグマの分化や層状構造の発達を含む火成岩岩石学の重要なコンセプトの発展のための重要な研究対象となった。
5500年前に北大西洋海洋底の最初の拡大時にマグマの侵入によって生成された。岩体は基本的には1回のマグマの貫入で生成し、深部から上方に結晶化した。貫入岩体はかんらん石、輝石、斜長石、磁鉄鉱の構成比の異なる層の形成が特徴である。スケアガード貫入岩体は東グリーンランドの海岸に沿って同時代に生成された斑れい岩としては、最もシンプルで小さいものである。